# Bulbophyllum fractiflexum
Bulbophyllum fractiflexum är en orkidéart som beskrevs av Johannes Jacobus Smith. Bulbophyllum fractiflexum ingår i släktet Bulbophyllum och familjen orkidéer.

## Underarter
Arten delas in i följande underarter:
- B. f. fractiflexum
- B. f. solomonense